# Monty Banks
Montague (Monty) Banks (nasceu Mario Bianchi; 18 de julho de 1897 – 7 de janeiro de 1950) foi um comediante e diretor de cinema italiano.
Ele nasceu em Cesena, Itália e faleceu em Arona, Itália, vítima de uma ataque cardíaco. Ele tinha a idade de 52 anos.

## Filmografia selecionada
Ator
- A Scrap of Paper (1918)
- The Sheriff (1918)
- Camping Out (1919)
- The Girl in Possession (1934)
- So You Won't Talk (1935)
- Blood and Sand (1941)
- A Bell for Adano (1945)

Diretor
- Cocktails (1928)
- Why Sailors Leave Home (1930)
- The Black Hand Gang (1930)
- We're Going to Be Rich (1938)
- Keep Smiling (1938)
- Shipyard Sally (1939)
- Great Guns (1941)